# Championnats de France d'athlétisme en salle 2011
Navigation
Édition précédente Édition suivante
Les Championnats de France d'athlétisme en salle 2011 ont eu lieu les 19 et 20 février 2011 au Stadium Jean-Pellez d'Aubière. 

## Palmarès
| Discipline       | Hommes              | Hommes         | Femmes              | Femmes         |
| ---------------- | ------------------- | -------------- | ------------------- | -------------- |
| 60 m             | Christophe Lemaitre | 6 s 58         | Myriam Soumaré      | 7 s 19         |
| 200 m            | Guy-Elphège Anouman | 21 s 13        | Émilie Gaydu        | 23 s 39        |
| 400 m            | Leslie Djhone       | 46 s 13        | Muriel Hurtis       | 53 s 67        |
| 800 m            | Jeff Lastennet      | 1 min 48 s 49  | Linda Marguet       | 2 min 5 s 29   |
| 1 500 m          | Jamale Aarrass      | 3 min 46 s 31  | Hind Dehiba         | 4 min 15 s 24  |
| 60 m haies       | Dimitri Bascou      | 7 s 52         | Alice Decaux        | 7 s 97         |
| Saut en hauteur  | Fabrice Saint-Jean  | 2,23 m         | Melanie Melfort     | 1,88 m         |
| Saut à la perche | Renaud Lavillenie   | 5,85 m         | Marion Lotout       | 4,25 m         |
| Saut en longueur | Salim Sdiri         | 8,06 m         | Haoua Kessely       | 6,47 m         |
| Triple saut      | Teddy Tamgho        | 17,91 m        | Haoua Kessely       | 13,91 m        |
| Lancer du poids  | Gaëtan Bucki        | 19,83 m        | Jessica Cérival     | 17,99 m        |
| 3 000 m marche   | -                   | -              | Sylwia Korzeniowska | 12 min 58 s 80 |
| 5 000 m marche   | Antonin Boyez       | 19 min 47 s 86 | -                   | -              |
| Pentathlon       | -                   | -              | Blandine Maisonnier | 4 085 pts      |
| Heptathlon       | Gaël Querin         | 5 923 pts      | -                   | -              |